# Luang Prabang
Luang Prabang, (Lao: ຫລວງພະບາງ/ຫຼວງພະບາງ) ou Louangphrabang, significando literalmente "Imagem Real de Buda", é uma cidade no centro-norte do Laos, consistindo de 58 aldeias adjacentes, das quais 33 compõem a Cidade da UNESCO de Luang Prabang Patrimônio Mundial. Foi listado em 1995 por um patrimônio arquitetônico, religioso e cultural único e "notável" bem preservado, uma mistura dos desenvolvimentos rurais e urbanos ao longo de vários séculos, incluindo as influências coloniais francesas durante os séculos 19 e 20.
O centro da cidade consiste em quatro estradas principais e está localizado em uma península na confluência do rio Nam Khan e Mekong. Luang Prabang é bem conhecida por seus numerosos templos budistas e mosteiros. Todas as manhãs, centenas de monges dos vários mosteiros caminham pelas ruas recolhendo esmolas. Um dos principais marcos da cidade é o Monte Phou Si; uma grande colina íngreme que, apesar da escala restrita da cidade, tem 150 metros (490 pés) de altura; uma escadaria íngreme leva ao santuário Wat Chom Si e uma vista da cidade e dos rios.
A cidade foi anteriormente a capital de um reino de mesmo nome. Também era conhecido pelo antigo nome de Xieng Thong. Foi a capital real e sede do governo do Reino do Laos, até a tomada de Pathet Lao em 1975. A cidade faz parte do distrito de Luang Prabang da província de Luang Prabang e é a capital e centro administrativo da província. Fica a aproximadamente 300 km (190 milhas) ao norte da capital Vientiane. Atualmente, a população da cidade como um todo é de cerca de 56 000 habitantes, com o local protegido pela UNESCO sendo habitado por cerca de 24 000.

## Cidades geminadas
- Bagan, Myanmar (2009)[16]